# Insígnia

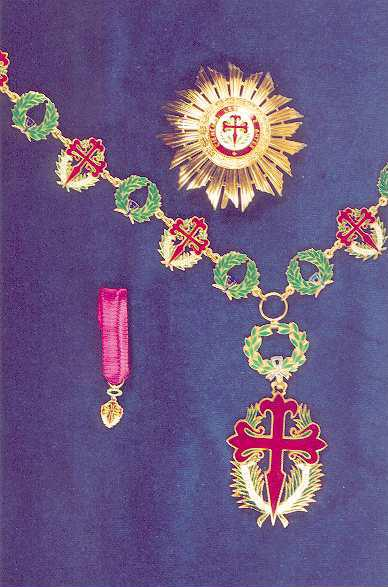
Insígnias da Ordem de Sant'Iago da Espada

Insígnia (do latim insignia) é um sinal ou marca que identifica uma instituição, um cargo ou o estatuto social de uma determinada pessoa. As insígnias são, normalmente, usadas sob a forma de emblemas ou distintivos. Em termos de registo de propriedade industrial, em Portugal, são denominadas, insígnias, as marcas identificativas de um estabelecimento que contenham sinais figurativos. 

## Exemplos
- Coroas;
- Bandeiras;
- Brasões de armas;
- Distintivos;
- Selos;
- Laços nacionais;
- Cocares aeronáuticas;
- Condecorações.